# Tonalidad (música)
En el ámbito de la  música, el término tonalidad puede hacer referencia a dos conceptos diferentes, aunque relacionados:
- La tonalidad, entendida como tonalismo o sistema tonal (en inglés, tonality), implica una determinada organización jerárquica de las relaciones entre las diferentes alturas en función de la consonancia sonora con respecto al centro tonal o tónica, que es una nota, su acorde y su escala diatónica. El grado de consonancia se denomina «función tonal» o «diatónica», cuyo parámetro fundamental es el intervalo que cada nota forma a partir de la nota tónica. Este sistema es el predominante en la música de origen europeo desde el siglo XVI al XIX.
- La tonalidad, entendida más específicamente como tonalidad o clave de una obra musical (en inglés, key), es decir, la tónica, junto con los acordes y las escalas asociados, en torno a la cual giran las frases y progresiones musicales. Este concepto «en clave de» se suele emplear para hacer referencia a una determinada obra que fue creada bajo las reglas del tonalismo anteriormente descritas.[1][2][3][4][5]

## Diferencia entre tonalidad y escala
Los conceptos de tonalidad (tono) y la escala diatónica (mayor o menor) expresan ambos el mismo conjunto de sonidos. La leve diferencia es que el concepto de escala diatónica se refiere al movimiento conjunto (ascendente o descendente) dentro de estas notas, mientras que en la tonalidad (de una obra) se refiere a las notas en sí que las forman, junto a sus relaciones: no importa el orden de presentación: pueden presentarse por movimiento conjunto o disjunto, lo cual obedece a los designios del compositor.
- Tonalidad: es un conjunto de sonidos que están en íntima relación entre sí.[2]
- Escala o Modo: es la sucesión de los sonidos por grados conjuntos en forma ascendente (do, re, mi, fa, sol, la, si) o descendente (si, la, sol, fa, mi, re,do).

## Grados
Se llama grado a cada una de las notas de la escala. Según el concepto de tonalidad, las siete notas o intervalos de una escala diatónica (mayor o menor) tienen cada uno una relación predeterminada entre ellas. Y como se ha mencionado antes, el punto referencial es la tónica (en inglés key note). Cada nota o acorde de una tonalidad recibe un determinado nombre o grado musical, según la posición que ocupa cada nota en una escala diatónica. El primer grado (I o tónica) es el más importante de todos, junto al quinto (V o dominante). La combinación de ambos acordes es la base de la música tonal occidental y la que es capaz de crear efectos de tensión (dominante) y reposo (tónica).
Los siguientes son los nombres con los que se designan cada uno de esos grados de la escala:
- I (primer grado): tónica
- II (segundo grado): supertónica
- III (tercer grado): mediante o modal
- IV (cuarto grado): subdominante
- V (quinto grado): dominante
- VI (sexto grado): superdominante o submediante
- VII (séptimo grado): sensible (en la escala diatónica mayor) o subtónica (en la escala diatónica menor).

## Funciones tonales
La función tonal hace referencia a la función de los acordes dentro de la tonalidad. En el sistema tonal, las notas están organizadas alrededor de una tónica, una nota central soportada de una forma u otra, por todas las demás notas de esta escala. Cada grado de esta escala tiene su parte en el esquema de la tonalidad, su función tonal. Existen al respecto coincidencias en que los grados I, IV y V representan las funciones básicas del Sistema Tonal, es decir Tónica, Subdominante y Dominante, respectivamente. En cambio, las diferencias de criterio entre teóricos y compositores radica no solamente en la clasificación de los demás grados, sino en la necesidad de encuadrarlos sistemáticamente.

## Armadura de clave
La armadura de clave o simplemente armadura en notación musical es el conjunto de alteraciones propias (sostenidos o bemoles) que escritas al principio del pentagrama sitúan una frase musical en una tonalidad específica. Su función es determinar qué notas deben ser interpretadas de manera sistemática un semitono por encima o por debajo de sus notas naturales equivalentes, a menos que tal modificación se realice mediante alteraciones accidentales. Los sonidos que se encuentran fuera de la escala básica se denominan «notas extrañas a la tonalidad».

### Usos y efectos
El efecto de la armadura se extiende a lo largo de una pieza o movimiento, exceptuando que este sea expresamente cancelado mediante una nueva armadura o bien mediante un signo de becuadro. Además, si una armadura al principio de una pieza indica por ejemplo que la nota si debe ser tocada como si bemol, incluso las notas si de octavas superiores e inferiores se verán afectadas por esta regla. La única excepción será que la nota si vaya precedida por una alteración accidental que anule el efecto de la armadura.
Cuando un intérprete lee una partitura por primera vez, solo con ver la armadura puede hacerse una idea de la tonalidad en que se encuentra la obra. En principio, cualquier pieza puede ser escrita en cualquier tonalidad con su armadura específica, utilizando luego alteraciones accidentales para corregir individualmente cada nota en la que tal armadura no debería aplicarse. Aunque, por otra parte, no es extraño encontrar una obra musical escrita con una armadura que no coincide con su tonalidad. Por ejemplo, en algunas piezas barrocas o en las transcripciones de melodías modales folclóricas.

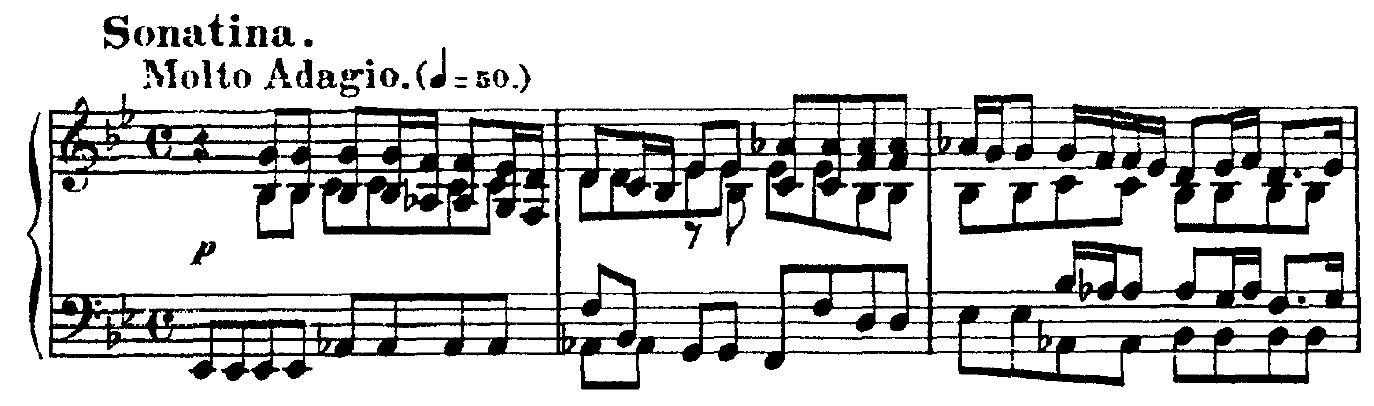
Cantata n.º 106, de Johann Sebastian Bach, escrita casi por completo en mi bemol mayor (3), aunque la armadura de clave es de si bemol mayor (2).

La convención para el funcionamiento de las armaduras sigue el círculo de quintas. Cada tonalidad mayor y menor cuenta con una armadura asociada que adjudica sostenidos o bemoles como alteraciones propias a determinadas notas en esa tonalidad. Partiendo de do mayor (la menor) que no tiene alteraciones, existen dos posibilidades:

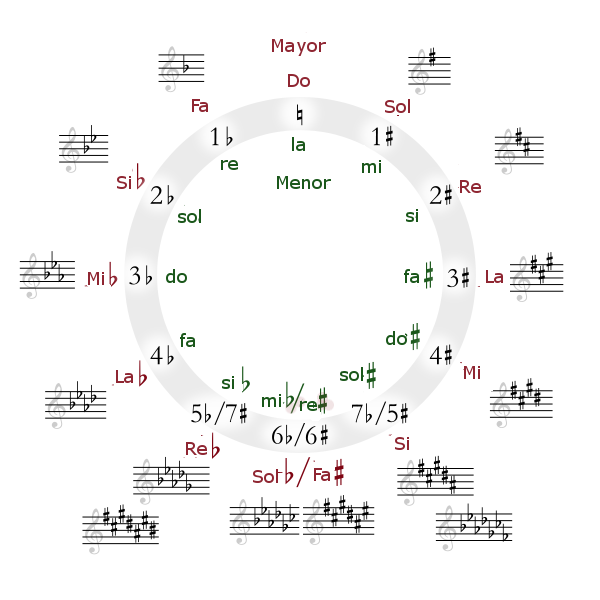
Figura 7. Círculo de quintas mostrando las tonalidades mayores y menores con sus armaduras.

- Seguir el movimiento de las agujas del reloj alrededor del círculo de quintas para aumentar sucesivamente la tonalidad por quintas añadiendo un sostenido cada vez. El nuevo sostenido se coloca sobre la sensible (VII grado) de la nueva armadura para las tonalidades mayores; o bien sobre la supertónica (II grado) para las tonalidades menores. En consecuencia, sol mayor (mi menor) tiene 1 ♯ en fa; re mayor (si menor) tiene 2 ♯ (en fa y do); y así sucesivamente.
- Seguir un movimiento contrario a las agujas del reloj alrededor del círculo de quintas para reducir sucesivamente la tonalidad por quintas añadiendo un bemol cada vez. El nuevo bemol se coloca sobre la subdominante (IV grado) de la nueva armadura para las tonalidades mayores; o bien sobre la submediante (VI grado) para las tonalidades menores. En consecuencia, fa mayor (re menor) tiene 1 ♭ en si; si bemol mayor (sol menor) tiene 2 ♭ (en si y mi); y así sucesivamente.

Dicho de otra manera, la secuencia de sostenidos o bemoles en las armaduras suele ser rígida en la notación musical actual. Salvo do mayor (la menor), las armaduras se presentan en dos variedades: «armaduras de sostenidos» (tonalidades de sostenidos) y «armaduras de bemoles» (tonalidades de bemoles), llamadas así porque contienen solo alteraciones de una u otra índole. En las armaduras con sostenidos el primero se coloca en fa y los siguientes en do, sol, re, la, mi y si; en las armaduras con bemoles el primero se coloca en si y los siguientes en mi, la, re, sol, do y fa.
Así pues, hay 15 armaduras convencionales para tonalidades mayores y sus respectivas menores con un máximo de siete sostenidos o siete bemoles, incluyendo la armadura vacía o sin alteraciones que corresponde a la tonalidad de do mayor o cualesquiera de sus variaciones modales; como la menor, que es su relativo menor. La tonalidad relativa menor está una tercera menor hacia abajo contando desde la tonalidad mayor, independientemente de si se trata de una armadura de bemoles o de sostenidos.
Corolarios
- Partiendo de una tonalidad con bemoles en la armadura: al ascender por quintas sucesivamente se reducen los bemoles hasta cero, en do mayor (la menor). Además, dicha elevación añade sostenidos como se ha descrito anteriormente.
- Partiendo de una tonalidad con sostenidos en la armadura: al descender por quintas sucesivamente se reducen los sostenidos hasta cero, en do mayor (la menor). Además, tal reducción añade bemoles como se ha descrito anteriormente.
- Cuando el proceso de ascender por quintas (agregando un sostenido) produce más de cinco o seis sostenidos, las tonalidades ascendentes sucesivas en general, implican un cambio a la tonalidad equivalente enarmónicamente mediante una armadura basada en bemoles. Normalmente, esto ocurre en fa♯ = sol♭, pero también en do♯ = re♭ o en si = do♭. El mismo principio se aplica al proceso de reducción sucesiva por quintas.

| Armadura                           | Tonalidad mayor    | Tonalidad menor     | Ejemplo de notas componentes en piano partiendo de do |
| ---------------------------------- | ------------------ | ------------------- | ----------------------------------------------------- |
| si♭, mi♭, la♭, re♭, sol♭, do♭, fa♭ | do bemol mayor     | la bemol menor      | si-do#-re#-mi-fa#-sol#-la#                            |
| si♭, mi♭, la♭, re♭, sol♭, do♭      | sol bemol mayor    | mi bemol menor      | si-do#-re#-fa-fa#-sol#-la#                            |
| si♭, mi♭, la♭, re♭, sol♭           | re bemol mayor     | si bemol menor      | do-do#-re#-fa-fa#-sol#-la#                            |
| si♭, mi♭, la♭, re♭                 | la bemol mayor     | fa menor            | do-do#-re#-fa-sol-sol#-la#                            |
| si♭, mi♭, la♭                      | mi bemol mayor     | do menor            | do-re-re#-fa-sol-sol#-la#                             |
| si♭, mi♭                           | si bemol mayor     | sol menor           | do-re-re#-fa-sol-la-la#                               |
| si♭                                | fa mayor           | re menor            | do-re-mi-fa-sol-la-la#                                |
|                                    | do mayor           | la menor            | do-re-mi-fa-sol-la-si                                 |
| fa♯                                | sol mayor          | mi menor            | do-re-mi-fa#-sol-la-si                                |
| fa♯, do♯                           | re mayor           | si menor            | do#-re-mi-fa#-sol-la-si                               |
| fa♯, do♯, sol♯                     | la mayor           | fa sostenido menor  | do#-re-mi-fa#-sol#-la-si                              |
| fa♯, do♯, sol♯, re♯                | mi mayor           | do sostenido menor  | do#-re#-mi-fa#-sol#-la-si                             |
| fa♯, do♯, sol♯, re♯, la♯           | si mayor           | sol sostenido menor | do#-re#-mi-fa#-sol#-la#-si                            |
| fa♯, do♯, sol♯, re♯, la♯, mi♯      | fa sostenido mayor | re sostenido menor  | do#-re#-fa-fa#-sol#-la#-si                            |
| fa♯, do♯, sol♯, re♯, la♯, mi♯, si♯ | do sostenido mayor | la sostenido menor  | do#-re#-fa-fa#-sol#-la#-do                            |

En la música occidental se utilizan 24 tonalidades diferentes. Las armaduras con siete bemoles y siete sostenidos rara vez se utilizan puesto que tienen equivalentes enarmónicos más sencillos. Por ejemplo, la tonalidad de do sostenido mayor, con siete sostenidos, puede ser representada de manera más simple como re bemol mayor, con cinco bemoles. A efectos de la práctica actual estas tonalidades son lo mismo en el temperamento igual, debido a que do♯ y re♭ son enarmónicamente la misma nota. En cualquier caso, hay piezas escritas en estas tonalidades extremas de sostenidos o bemoles. Un ejemplo, es el «Preludio y fuga n.º 3» del libro 1 de El clave bien temperado (BWV. 848) de Bach, que está en do sostenido mayor. Más muestras se encuentran en el musical moderno Seussical de Stephen Flaherty y Lynn Ahrens, que también cuenta con varias canciones escritas en estas tonalidades extremas.
Para averiguar la tonalidad mayor que corresponde a cada armadura, suele seguirse este razonamiento:
- En armaduras de sostenidos, la tónica de la pieza en tonalidad mayor está inmediatamente por encima del último sostenido de la armadura. Por ejemplo, en una armadura con un sostenido (fa♯), el último sostenido es fa♯, lo cual indica que la tonalidad es sol mayor porque la siguiente nota por encima de fa es sol.
- En armaduras de bemoles, la tónica de la pieza en tonalidad mayor está cuatro notas por debajo del último bemol, o lo que es lo mismo, es el penúltimo bemol de la armadura.[5] Así por ejemplo, en una armadura con cuatro bemoles (si♭, mi♭, la♭, re♭) el penúltimo bemol es la♭, lo cual indica que la tonalidad es la bemol mayor.

## Historia y desarrollo
Antes del establecimiento de la tonalidad (sistema tonal), prevalecían los Modos Gregorianos (también llamados «antiguos» o «eclesiásticos»), fundamentales en el canto llano, y que a su vez es una herencia de los griegos (modos griegos). Este sistema se componía básicamente de siete modos, pero desde el principio de la música barroca (principios del siglo XVII) hasta el final del posromanticismo (finales del siglo XIX), se desarrolla y prevalece el sistema tonal, basado en únicamente dos modos, el mayor y el menor, derivados de los modos Jónico y Eólico, respectivamente.
Desde el comienzo de la tonalidad, se incluían sonidos que no pertenecían a la escala básica, pero con criterios aún muy consecuentes con el establecimiento claro de dicho centro tonal. Con el tiempo, y sobre todo a partir de la segunda mitad del siglo XIX, varios compositores sintieron la necesidad de ir ampliando más y más la frontera de este sistema, incluyendo sonoridades más lejanas, modulaciones y cromatismos, todos recursos o técnicas que alejaban el sentimiento funcional de los acordes y del centro tonal establecido.
Durante el siglo XX, muchos músicos comienzan a investigar otras formas de organización (pantonalismo, modalismo, atonalismo, dodecafonismo, politonalidad, polimodalidad, serialismo, etc.). Pero, mientras tanto, la música popular ha seguido usando el Sistema Tonal, los Modos Gregorianos, incluyendo uno en otro, y valiéndose de las herramientas adquiridas en la expansión de la tonalidad, confluyendo en un Sistema Tonal-Modal.

## Ampliación de la tonalidad
A pesar de los intentos académicos de dejar de lado la Tonalidad como forma compositiva, este sistema sigue vigente en las nuevas músicas que se originarán en la América del siglo XX, sobre todo en el Jazz. Como música que muy pronto se transformaría en un estilo musical con amplia repercusión mundial, a nivel interpretativo y compositivo, el jazz creará escuela y sus propios métodos de análisis y arreglos. Aunque basados en la música Europea, el jazz impondrá en muchos casos, su propia visión de la armonía y el concepto de Tonalidad se verá así reinterpretado, al incluir elementos usados en diferentes períodos de la música europea, junto a la improvisación como vehículo expresivo e interpretativo fundamental.
Dentro de las técnicas empleadas para ampliar la tonalidad -sin abandonarla- podemos mencionar el intercambio modal y la tonicalización (dominantes secundarias).

## Tonalidades y personalidades

### Historia
Los griegos le adjudicaban una personalidad a cada uno de los modos (jónico, dórico, frigio, etc.). Para un oído entrenado, cada modo es distinto y se puede reconocer por sus diferentes intervalos y sonoridad generada. A partir del sistema tonal, se establecen el modo mayor y el modo menor con una clara diferenciación sonora, e incluso en la música popular se reconoce sus personalidades como alegre y triste, respectivamente.
Algunos escritores sostienen que el carácter de una composición no puede reducirse al modo ―mayor o menor― utilizado. Se pueden encontrar obras musicales en modo mayor (que deberían ser alegres) que expresan una gran nostalgia, u obras en modo menor (que deberían ser tristes) con una «luminosa esperanza».
A partir del Romanticismo se utilizó una convención ―imposible de demostrar en la práctica― que imponía un cierto carácter o personalidad a cada una de las doce tonalidades.
Esa convención se pudo utilizar solo hasta fines del siglo XIX, cuando se empezó a popularizar el tipo de afinación llamado temperamento igual (que ―por definición― hizo que todas las tonalidades quedaran iguales, y acabó con las diferencias auditivas entre tonalidades). Es imposible para un oyente común reconocer en qué tonalidad se encuentra una obra. (Solo podrían dilucidarlo las personas con oído absoluto ―una de cada diez mil personas―).
Las siguientes adjudicaciones de personalidades a las tonalidades son completamente subjetivas, un ejemplo de ello es el tono La bemol mayor, se encuentra caracterizada con "Gravedad, muerte y putrefacción." cuando una de las obras más dulces de la historia "Liebesträume" ("Sueños de amor"), compuesta por Franz Liszt, se encuentra en esta tonalidad.
| Tonalidad  | Personalidad |
| ---------- | --- |
| Do mayor   | Alegre, guerrero, completamente puro. Su carácter es de inocencia y de simplicidad. |
| Do menor   | Oscuro y triste. Declaración de amor y a la vez lamento de un amor no correspondido. Anhelos y suspiros. |
| Do ♯ mayor | Miradas lascivas. Pena y éxtasis. No puede reír, pero puede sonreír. No puede aullar, solo puede hacer una mueca de su llanto, bello, Caracteres y sentimientos inusuales.                                      |
| Do ♯ menor | Sentimientos de ansiedad, angustia y dolor profundo en el alma, desesperación, depresión, sentimientos sombríos, miedos, indecisiones, escalofríos. Si los fantasmas hablaran se aproximarían a esta tonalidad. |
| Re mayor   | Feliz y muy guerrero. El triunfo, Aleluyas, júbilo, victoria. |
| Re menor   | Grave y devoto. Melancolía femenina. El rencor. |
| Mi ♭ mayor | Crueldad, dureza, amor, devoción, conversación íntima con Dios. |
| Mi ♭ menor | Horrible, espantoso. |
| Mi mayor   | Querellante, chillón, gritos ruidosos de alegría, placer al reírse. |
| Mi menor   | Afeminado, amoroso, melancólico. |
| Fa mayor   | Furioso, arrebatado, nostalgia solemne, maravilloso, dulce. |
| Fa menor   | Oscuro, doliente, depresivo, lamento funerario, gemidos de miseria. |
| Fa ♯ mayor | Triunfo sobre la dificultad, libertad, alivio, superación de obstáculos, el eco de un alma que ferozmente ha lidiado y finalmente conquistó.                                                                    |
| Fa ♯ menor | Pesimista, triste, sombrío, oscuro, terco a la pasión, resentimientos, descontentos. |
| Sol mayor  | Dulcemente jovial, idílico, lírico, calmado, pasión satisfecha, gratitud por la amistad verdadera y el amor esperanzado, emociones gentiles y pacíficas.                                                        |
| Sol menor  | Serio, magnífico, descontento, preocupado por el rompimiento de los esquemas, mal templado, rechinamiento de dientes, disgusto.                                                                                 |
| La ♭ mayor | Gravedad, muerte y putrefacción. |
| La ♭ menor | Quejándose todo el tiempo, incomplaciente, insatisfecho, corazón sofocado, lamentos, dificultades. |
| La mayor   | Alegre, campestre, declaración de amor inocente, satisfacción, la esperanza de volver lo que le pertenece a uno de nuevo al regresar de una partida, juventud, aplausos y creencia en Dios.                     |
| La menor   | Tierno, lloroso, piedad femenina. |
| Si ♭ mayor | Magnífico, alegría, amor alegre, conciencia limpia, metas y deseos por un mundo mejor. |
| Si ♭ menor | Oscuro, terrible, criatura pintoresca y curiosa, ropa de noche, tosco, maleducado, burlesco, descortés, descontento consigo mismo, sonidos del suicidio.                                                        |
| Si mayor   | Duro, doliente, deslumbrante, fuertemente coloreado, anunciando pasiones salvajes, enfado, odios y resentimientos.                                                                                              |
| Si menor   | Solitario, melancólico, ermitaño, paciencia, fe y sumisión esperando el perdón divino. |

Hay otros factores muy importantes que pueden dar carácter a una obra: la línea melódica, sus células rítmicas, y principalmente la armonía (la progresión de los acordes de la obra). Este intento de simplificación analítica ha sido criticado por compositores como Edgar Varèse, quien afirmaba que «explicar la música por medio del análisis es descomponer, mutilar el espíritu de una obra».

### Afinación
Antiguamente ―y actualmente a la hora de tocar música antigua―, se utilizaban otros sistemas de afinación, como el Kimberger, la afinación pitagórica y otros, que al guardar unas relaciones muy específicas de altura entre cada sonido, sí podían ser responsables de diferentes "personalidades" de las tonalidades, de modo que un oyente sin oído absoluto pudiera diferenciar de qué acorde se estaba tratando. A modo de ejemplo, si se afina un instrumento de manera no temperada, la quinta do-sol, por ejemplo, será pura. Esto quiere decir que no es como la afinación temperada actual y sonará diferente, ya que acústicamente las quintas "puras" son más pequeñas que las temperadas. Esto genera una sonoridad diferente en todos los demás intervalos, por lo que en este tipo de afinación no temperada, se pueden apreciar claras diferencias entre las tonalidades, en cuyo caso permitían establecer las diferentes "personalidades" de las tonalidades, siempre desde un punto de vista subjetivo y en ocasiones arbitrario.
Una de las razones de mayor peso por la que se dejó de usar esta afinación a nivel general, es porque en un sistema de doce sonidos, si afinamos las quintas en forma pura, la última no llegará a dar cerrar al círculo. Por ejemplo, si empezamos en fa, luego afinamos do en forma de quinta pura, luego vendrán sol, re, la, mi, si, fa# (solb), do# (reb), sol# (lab), re# (mib), la# (sib), y, por último, para que el círculo de las doce notas de nuestro sistema cierre, nos tiene que dar nuevamente fa. Pero ese intervalo sib-fa es más grande que una quinta justa (y por consiguiente más grande que una quinta pura), y fue llamada históricamente la quinta del lobo. Al temperar en forma igual (Temperamento igual) todas las notas, esto es, dividir la octava en doce partes iguales, se evita ese intervalo, pero también se quita la naturalidad a otros, unificando las relaciones entre los sonidos, con las consecuencias (buenas y malas) que ello trae.

### Lista de Tonalidades
| - Do mayor - Do menor - Do bemol mayor - Do sostenido mayor - Do sostenido menor - Re mayor - Re menor - Re bemol mayor - Re sostenido menor - Mi mayor | - Mi menor - Mi bemol mayor - Mi bemol menor - Fa mayor - Fa menor - Fa sostenido mayor - Fa sostenido menor - Sol mayor - Sol menor - Sol bemol mayor | - Sol sostenido menor - La mayor - La menor - La bemol mayor - La bemol menor - La sostenido menor - Si mayor - Si menor - Si bemol mayor - Si bemol menor |

### Tabla de armaduras de clave
| sin alteraciones          | sin alteraciones | sin alteraciones |
| armadura                  | tonalidad mayor  | tonalidad menor  |
| ------------------------- | ---------------- | ---------------- |
| Sin sostenidos ni bemoles | do mayor         | la menor         |

| con bemoles | con bemoles     | con bemoles     | con sostenidos | con sostenidos     | con sostenidos      |
| armadura    | tonalidad mayor | tonalidad menor | armadura       | tonalidad mayor    | tonalidad menor     |
| ----------- | --------------- | --------------- | -------------- | ------------------ | ------------------- |
| 1 bemol     | fa mayor        | re menor        | 1 sostenido    | sol mayor          | mi menor            |
| 2 bemoles   | si bemol mayor  | sol menor       | 2 sostenidos   | re mayor           | si menor            |
| 3 bemoles   | mi bemol mayor  | do menor        | 3 sostenidos   | la mayor           | fa sostenido menor  |
| 4 bemoles   | la bemol mayor  | fa menor        | 4 sostenidos   | mi mayor           | do sostenido menor  |
| 5 bemoles   | re bemol mayor  | si bemol menor  | 5 sostenidos   | si mayor           | sol sostenido menor |
| 6 bemoles   | sol bemol mayor | mi bemol menor  | 6 sostenidos   | fa sostenido mayor | re sostenido menor  |
| 7 bemoles   | do bemol mayor  | la bemol menor  | 7 sostenidos   | do sostenido mayor | la sostenido menor  |

| Tonalidad   | 7 ♭       | 6 ♭        | 5 ♭       | 4 ♭       | 3 ♭       | 2 ♭       | 1 ♭      | 0        | 1 ♯       | 2 ♯      | 3 ♯       | 4 ♯       | 5 ♯        | 6 ♯       | 7 ♯       |
| Modo mayor: | do♭ mayor | sol♭ mayor | re♭ mayor | la♭ mayor | mi♭ mayor | si♭ mayor | fa mayor | do mayor | sol mayor | re mayor | la mayor  | mi mayor  | si mayor   | fa♯ mayor | do♯ mayor |
| Modo menor: | la♭ menor | mi♭ menor  | si♭ menor | fa menor  | do menor  | sol menor | re menor | la menor | mi menor  | si menor | fa♯ menor | do♯ menor | sol♯ menor | re♯ menor | la♯ menor |